# Каміло Родольфо Сервіньйо
Каміло Родольфо Сервіньйо (ісп. Camilo Rodolfo Cerviño, 21 березня 1928, Буенос-Айрес — 16 листопада 2017, Калі) — аргентинський футболіст, що грав на позиції нападника за клуби «Індепендьєнте», «Депортіво Калі» та «Америка де Калі», а також за національну збірну Аргентини, у складі якої — чемпіон Південної Америки 1947 року.

## Клубна кар'єра
У дорослому футболі дебютував 1946 року виступами за команду «Індепендьєнте», в якій провів чотири сезони як один з основних нападників. 
1950 року був запрошений до «Депортіво Калі» із першості Колумбії, яка саме переживала наплив іноземних гравців, пов'язаний з високим рівнем платні у місцевих командах. Відіграв за цю команду п'ять сезонів, після чого повернувся на батьківщину, де на три наступні роки знову став гравцем «Індепендьєнте».
У 1958 році досвідчений нападник знову перебрався до Колумбії, де до 38-річного віку грав почергово за «Америка де Калі» та «Депортіво Калі», після чого завершив ігрову кар'єру.

## Виступи за збірну
1947 року у складі національної збірної Аргентини був учасником тогорічного чемпіонату Південної Америки, що проходив в Еквадорі і де аргентинці здобули свій дев'ятий титул найсильнішої збірної континенту. На цьому турнірі взяв участь у своєму єдиному офіційному матчі за національну команду, змінивши Маріо Боє у другому таймі матчу проти колумбійців.
Помер 16 листопада 2017 року на 90-му році життя у Калі.

## Титули і досягнення
- Переможець чемпіонату Південної Америки (1):

Аргентина: 1947